# New Almelo (Kansas)
New Almelo est une communauté non-incorporée (unicorporated community) du comté de Norton dans le Kansas.

## Histoire
Le nom original de la communauté était New Elam, fondé dans les années 1870. La communauté obtient un bureau de poste en 1879.
C'est en 1901 que New Elam change de nom et se renomme en  New Almelo, nommée d'après la ville d'Almelo aux Pays-Bas.
Le bureau de poste ferme définitivement en 1996.

## Patrimoine Remarquable
L'église catholique Saint Joseph, membre du Diocèse de Salina